# Lastras del Pozo
Lastras del Pozo es un municipio de España, en la provincia de Segovia, en el territorio de la campiña segoviana, en la comunidad autónoma de Castilla y León. Tiene una superficie de 32,51 km2.
El municipio tiene ocho despoblados o caserios:
- Lumbreras, a 2,3 km al NE. Donde se localizaba la ermita del Cristo del mismo nombre.
- Castellana, a 3 km al NE.
- Mazarías, a 3,8 km al E.
- San Pedro de las Dueñas, a 3,3 km al SE. Con ruinas de la iglesia de su antiguo monasterio.
- Monilla, a 1,5 km al SE.
- Horcajo.
- Falcón.
- Rodelga.

## Símbolos
El escudo heráldico que representa al municipio se blasona de la siguiente manera:

«Escudo medio cortado y partido. Primero, de oro con un castillo de sable incendiado; cortado de azur con un agnus dei plata. Partido de gules con un acueducto de dos órdenes, de plata, mazonado de sable y puesto sobre diez peñascos de lo mismo. Al timbre, la Corona Real Española».
Boletín Oficial de Castilla y León n.º 118/1998 de 24 de junio de 1998

La descripción textual de la bandera es la siguiente:

«Bandera cuadrada, de proporción 1:1, cortada de rojo, con una bordura amarilla cantonada de cuatro cruces de Malta blancas; y brochante al centro el Escudo Municipal, en sus colores».
Boletín Oficial de Castilla y León n.º 118/1998 de 24 de junio de 1998

## Geografía

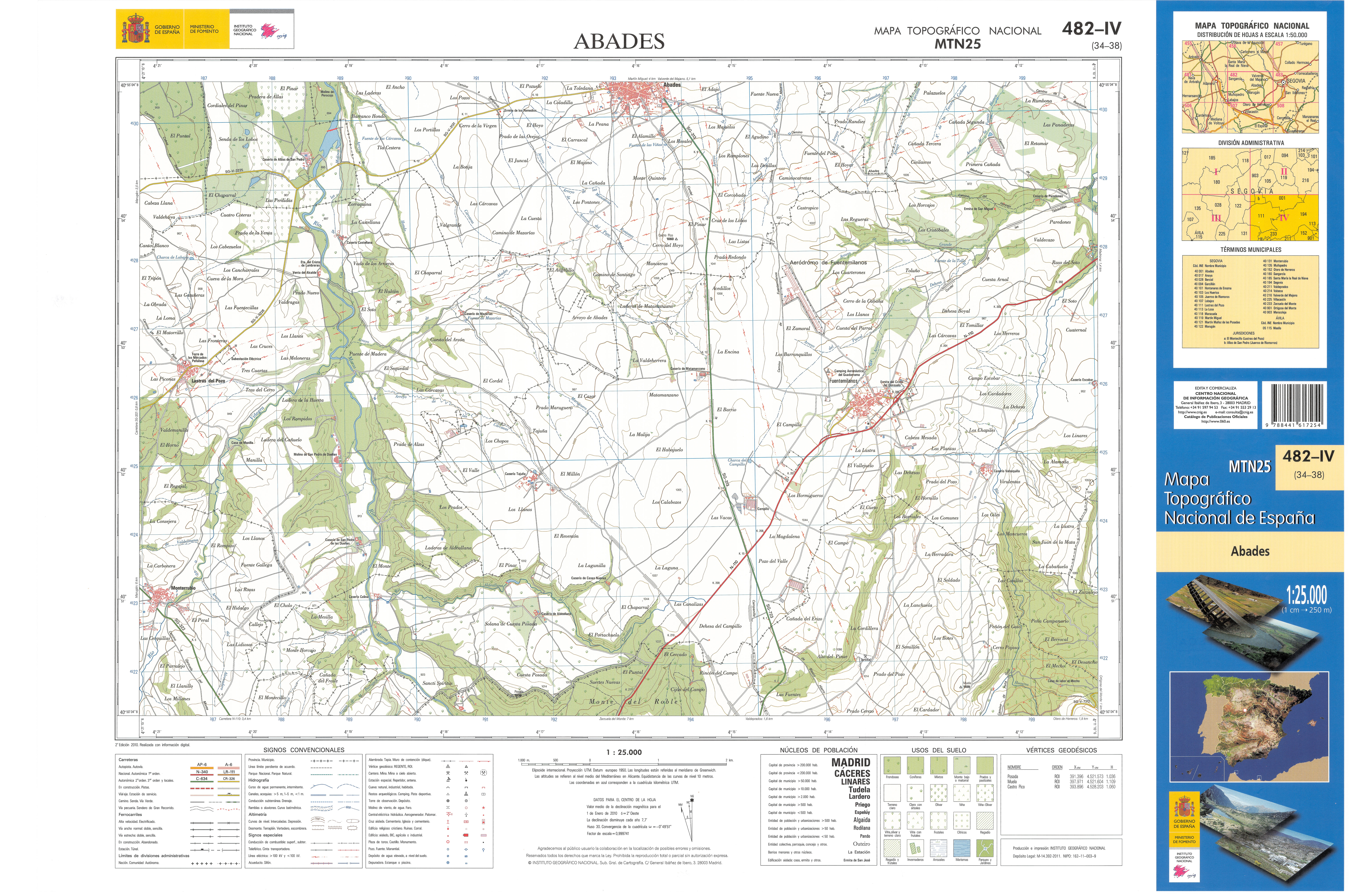
Fragmento de la hoja 482 del Mapa Topográfico Nacional de España de 2010 en el que se representa parte de Lastras del Pozo

| Noroeste: Marugán     | Norte: enclave de Allas de San Pedro (Juarros de Riomoros) | Noreste: Abades  |
| Oeste: Marugán        |                                                            | Este: Segovia    |
| Suroeste: Monterrubio | Sur: Monterrubio, Segovia                                  | Sureste: Segovia |

## Geografía humana

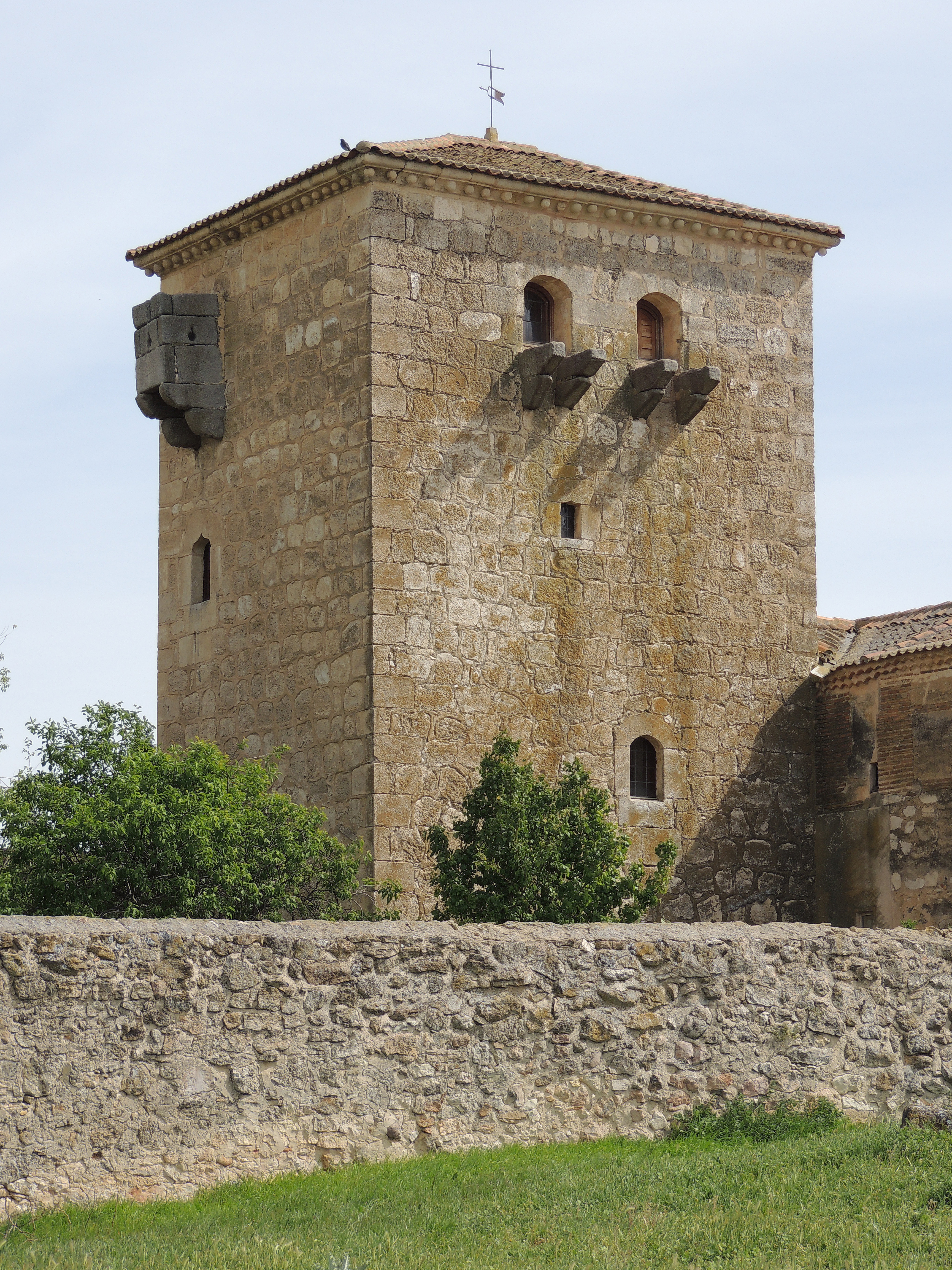
Torre de los Mercado

### Demografía
Cuenta con una población de 64 habitantes (INE 2024).
| Gráfica de evolución demográfica de Lastras del Pozo entre 1842 y 2021                                                |
| |
| Población de derecho según los censos de población del INE. Población de hecho según los censos de población del INE. |

| 82            | 85 | 83 | 94 | 92 | 94 | 87 | 79 | 78 | 72 | 67 | 62 | 60 |
| (Fuente: INE) |    |    |    |    |    |    |    |    |    |    |    |    |

## Administración y política
| Periodo   | Nombre                                                        | Partido   |
| --------- | ------------------------------------------------------------- | --------- |
| 1979-1983 | Albano Herrero Pastor                                         | UCD       |
| 1983-1987 | Félix Garcinuño Martín                                        | AP-PDP-UL |
| 1987-1991 | Julián Llorente Garcimartín                                   | UC-CDS    |
| 1991-1995 | Antonio Maroto Rivilla                                        | CDS       |
| 1995-1999 | Juana Herrero de Pablos                                       | PP        |
| 1999-2003 | Juana Herrero de Pablo                                        | PP        |
| 2003-2007 | Mariano Moreno Velasco                                        | PP        |
| 2007-2011 | Mariano Moreno Velasco                                        | PP        |
| 2011-2015 | Mariano Moreno Velasco                                        | PP        |
| 2015-2019 | Mariano Moreno Velasco                                        | PP        |
| 2019-2023 | Mariano Moreno Velasco (23-11-2019 †)María Blanca Bravo Gómez | PP        |
| 2023-act. | Maria Blanca Bravo Gómez                                      | PP        |